# Ragunan Zoo
Ragunan Zoo is een dierentuin gesitueerd in Pasar Minggu, Zuid-Jakarta, Indonesië. De oppervlakte beslaat zo'n 135 hectare. De oorspronkelijke dierentuin is geopend in 1864 door de Nederlands-Indische Vereniging Planten en Dierentuin uit Batavia. het oorspronkelijke park bevond zich op een 10 hectare groot terrein aan Jalan Cikini Raya 2 in Zuid-Jakarta. Het is naar zijn huidige locatie verplaatst in 1966. De dierentuin herbergt zo'n 550 planten- en dierensoorten.
Op 19 september 2005 is de dierentuin voor drie weken gesloten nadat enkele vogels besmet waren met de vogelgriep.